# Organización territorial de Venezuela
Venezuela es una República Federal que está ubicada en América del Sur. Este país está dividido en Entidades Federales: 23 Estados, el Distrito Capital (que comprende parte de la ciudad de Caracas) y se incluyen también las Dependencias Federales (islas, en su mayoría deshabitadas) y los Territorios Federales (que actualmente no existe ningún Territorio Federal dentro del territorio nacional), Venezuela además posee una Zona en Reclamación, con la República Cooperativa de Guyana, llamado Esequibo o Guyana Esequiba. Los estados contienen 335 municipios y estos a su vez 1146 parroquias civiles.
Los Estados federales, son iguales en lo político y poseen las mismas competencias, cada uno tiene un gobernador (Jefe Ejecutivo Regional), un gabinete de secretarios, un secretario de Gobierno, un procurador, un consejo legislativo (Parlamento Regional que aprueba leyes estatales), un contralor, policía, bandera, escudo, himno y una constitución propia (excepto el Distrito Capital, las Dependencias Federales y los Territorios Federales), ya que estos tienen rango federal.
A nivel nacional cada estado está representado en la Asamblea Nacional de Venezuela de acuerdo a su población por un sistema de representación proporcional, y adicionalmente como mínimo cada estado elige 3 diputados.
Los estados se dividen en Municipios Autónomos y estos a su vez en Parroquias Civiles. Cada estado determina en cuantos municipios se organiza y cada municipio tiene un alcalde, un gabinete de directores, un contralor, un procurador, policía y un consejo municipal que emite ordenanzas, mediante Ley Estatal los municipios se pueden asociar en Distritos Metropolitanos. Finalmente, según el artículo 171 de la Constitución venezolana de 1999, cuando 2 o más municipios pertenecientes a una o más entidades federales tengan intereses comunes, pueden asociarse constituyéndose en Distritos Metropolitanos o Alcaldías mayores.

## Historia

### Venezuela dividida en provincias

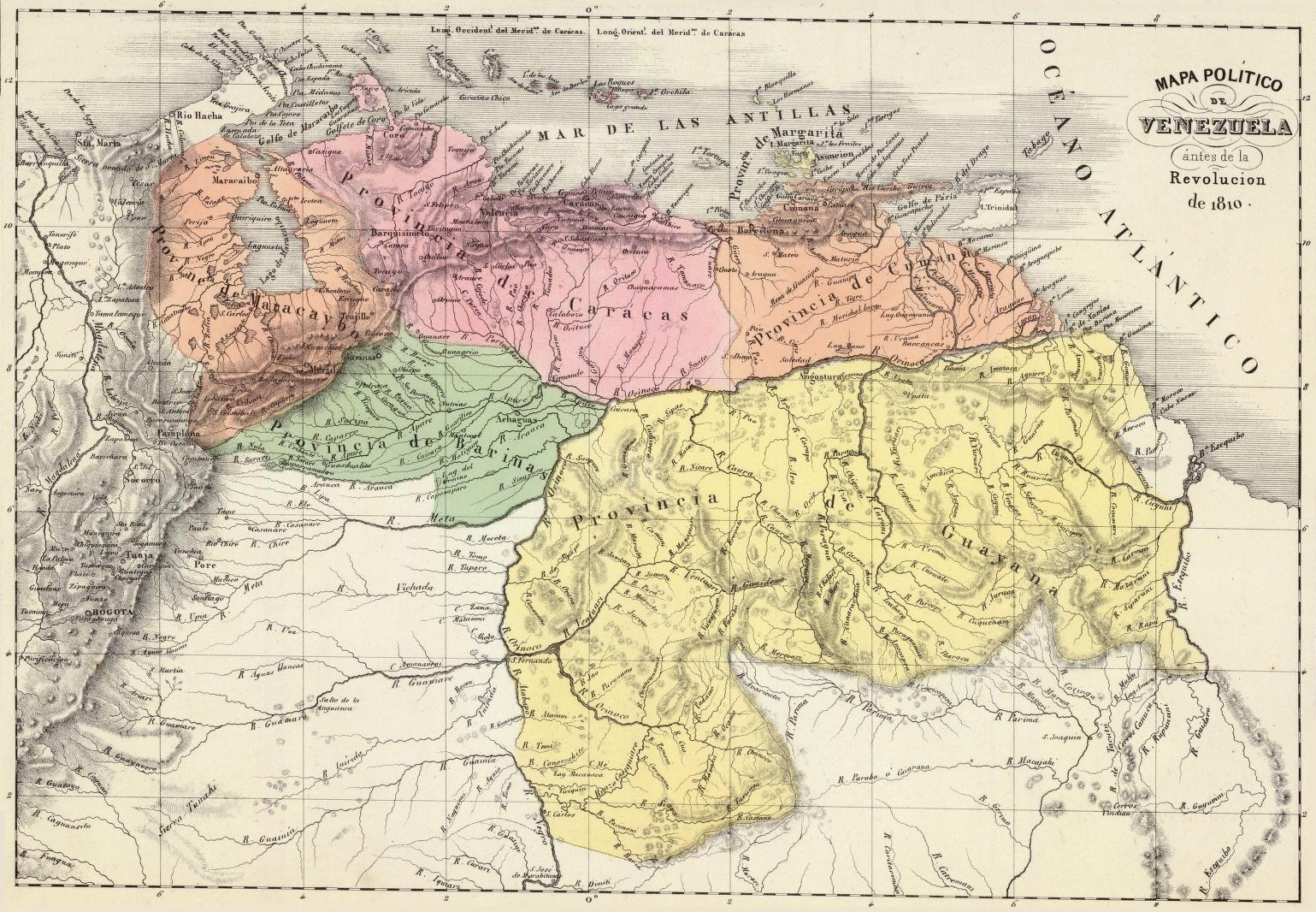
Mapa de la Capitanía General de Venezuela en 1810, por Agustín Codazzi.

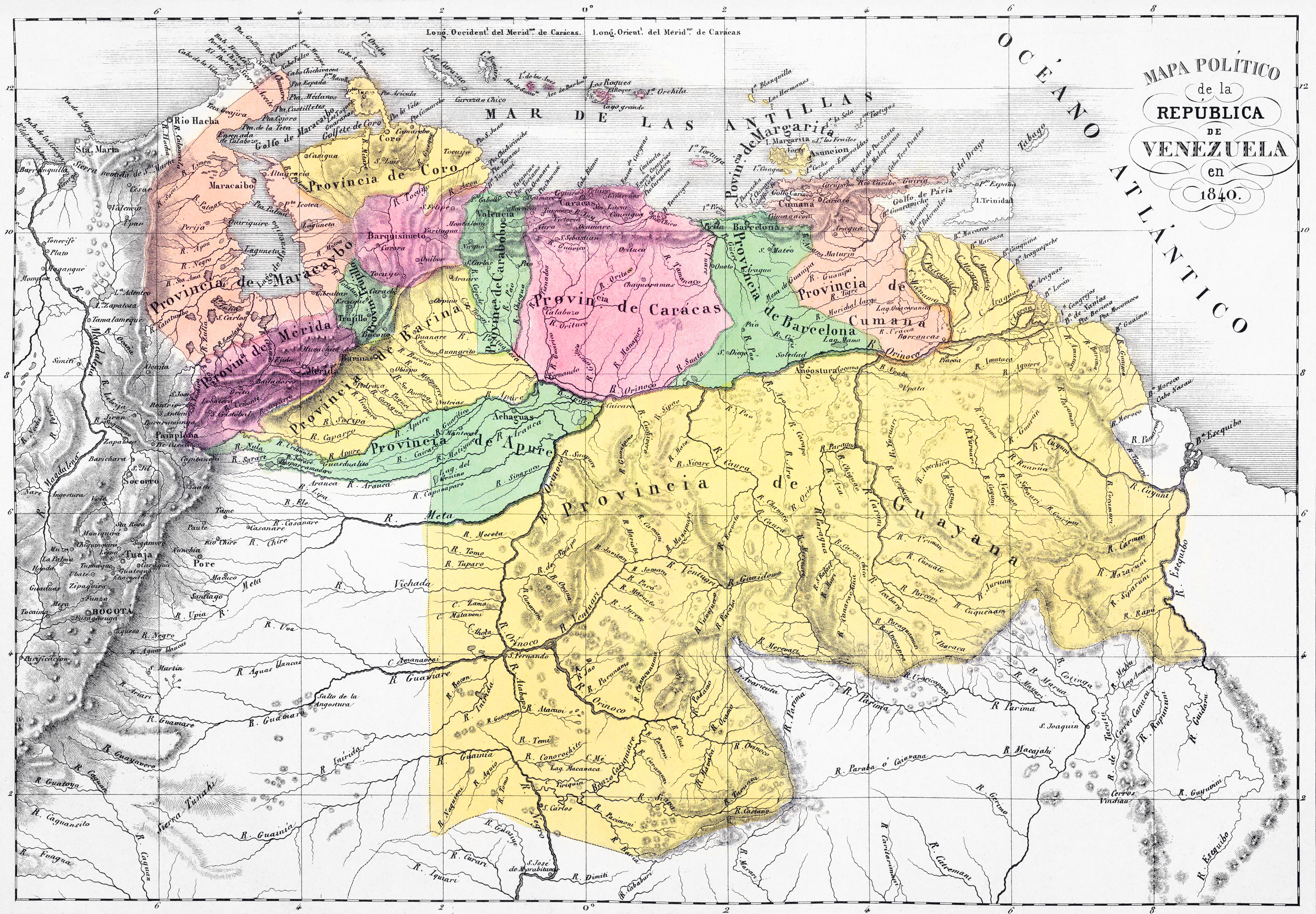
Mapa de la República de Venezuela en 1840, por Agustín Codazzi.

Las provincias fueron las divisiones administrativas utilizadas en Venezuela desde la colonización española hasta la conclusión de la Guerra Federal, cuando una nueva constitución transformó a estas subdivisiones en Estados federales.
La Capitanía General de Venezuela, precedente del actual país, fue creada en 1777 por la unión de las provincias de  Cumaná (o Nueva Andalucía), Guayana, Maracaibo, Margarita,  Venezuela y Trinidad; esta última fue invadida en 1797 por los británicos y perdida totalmente en 1802, en tanto en 1786 fue creada la de Barinas.
La Declaración de Independencia de Venezuela (1811) fue firmada por las provincias de Caracas, Cumaná, Barinas, Margarita, además de la recién creadas provincias de Barcelona, Mérida y Trujillo. Las tres provincias restantes (Maracaibo, Guayana, y la recién creada Coro) optaron por permanecer bajo el dominio español. Después de la guerra de Independencia de Venezuela, todas se incorporaron a la Gran Colombia.
Después de la disolución de la Gran Colombia, Venezuela (entonces una república centralizada, unificada administrativamente, militar y judicial, con Caracas como capital) quedó conformada por 11 provincias (Apure, Barcelona, Barinas, Carabobo, Caracas, Coro, Cumaná, Guayana, Maracaibo, Margarita, Mérida). Para 1840 se habían creado la de Trujillo (que había sido reincorporada en la de Maracaibo) y la de Barquisimeto (separada de la de Carabobo).
En 1848 se crearon las provincias de Aragua y Guárico (ambas separadas de la de Caracas). La división de Venezuela en provincias alcanzó su máximo en 1856 cuando la Ley de División Territorial dividió al país en 21 provincias: Amazonas, Apure, Aragua, Barcelona, Barinas, Barquisimeto, Carabobo, Caracas, Cojedes,  Coro, Cumaná, Guárico, Guayana, Maracaibo, Margarita, Maturín, Mérida, Portuguesa, Táchira, Trujillo y Yaracuy.

### Nacimiento de la Federación
Si bien Venezuela nació como una federación tras la promulgación de la Constitución Federal de los Estados de Venezuela el 4 de diciembre de 1811, este proyecto no pudo concretarse debido a la pérdida de la primera República. Luego de alcanzar su independencia definitiva en 1819, Venezuela se unió a la Gran Colombia, nación que tenía un modelo más o menos federal, y posteriormente a la disolución de Colombia en 1830 se promulgó una nueva Constitución en donde la federación fue disuelta por un periodo largo (de 1830 a 1859) y se adoptó el sistema centralista.

### Venezuela dividida en Entidades Federales

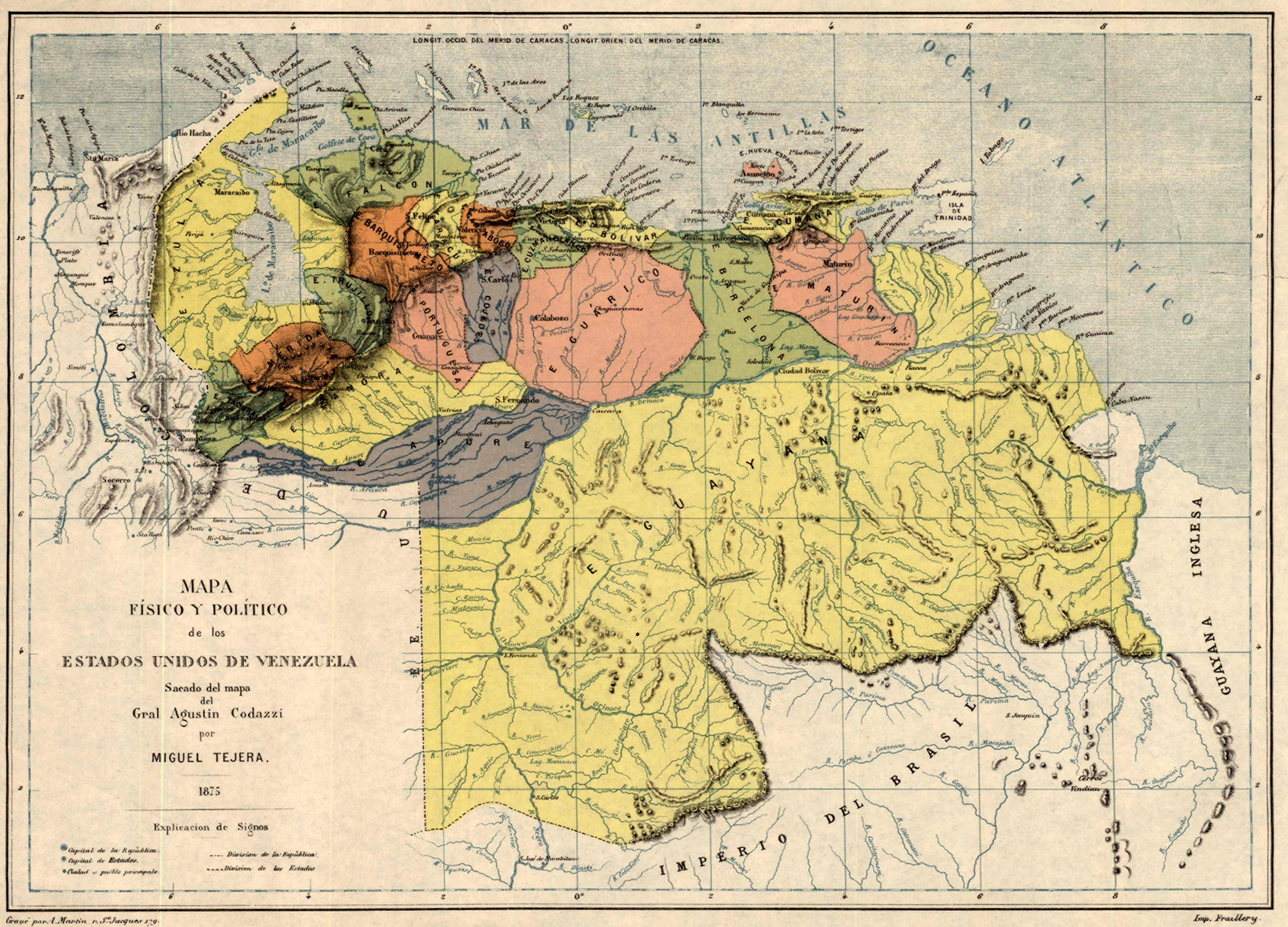
Mapa de los Estados Unidos de Venezuela en 1875.

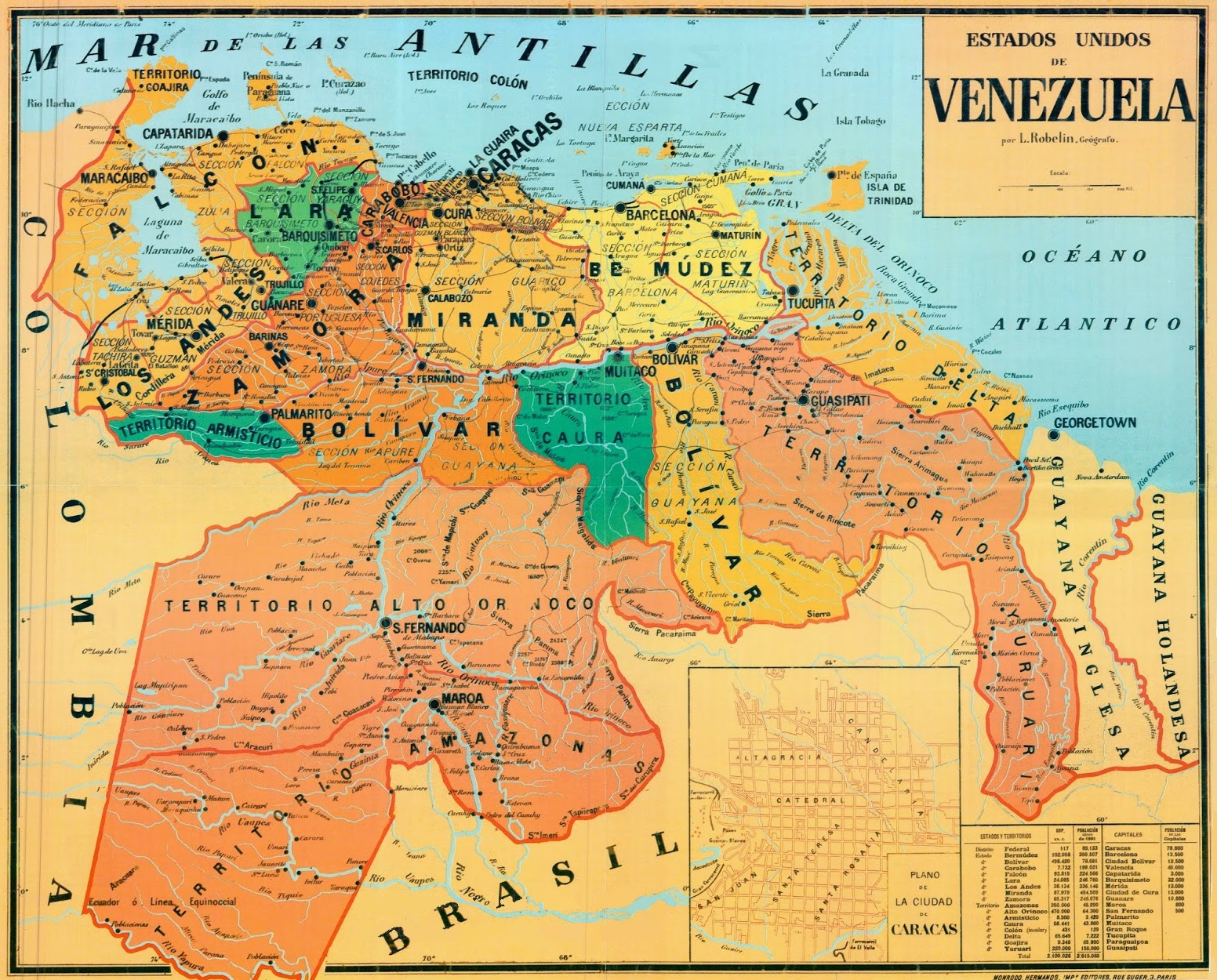
Mapa de los Estados Unidos de Venezuela en 1890.

El federalismo fue restaurado en 1859 y en 1864 se promulgó la Constitución de los Estados Unidos de Venezuela de 1864, la segunda Constitución Federal del país y que fue consecuencia directa de la Guerra Federal. Después de la guerra los Estados federales adquirieron una mayor autonomía que la que poseían aquellas provincias federalistas de 1811. Desde entonces el sistema federal se ha mantenido plasmado en las sucesivas Constituciones de Venezuela como forma de gobierno (si bien el país ha tenido gobiernos que han sido altamente centralistas), modelo que ha durado hasta la actualidad y que se refleja en la Constitución Nacional de 1999, en su artículo 4:

"La República Bolivariana de Venezuela es un Estado Federal descentralizado en los términos consagrados en esta Constitución, y se rige por los principios de integridad territorial, cooperación, solidaridad, concurrencia y corresponsabilidad.".

Si bien desde 1863 hasta 1909 hubo varias divisiones y uniones de territorios que cambiaron drásticamente la organización territorial del país, la división político-territorial de Venezuela se mantuvo igual en gran parte del siglo XX con pocos cambios, hasta la incorporación a finales de siglo de los Estados Delta Amacuro, Amazonas y Vargas.

### Desde 1917
A partir de 1913, las exportaciones petroleras adquieren nivel significativo hasta 1926, cuando asumen el papel principal en la balanza comercial del país, aparece la Venezuela petrolera, queda atrás la Venezuela agraria; la economía cambia de estructura, la producción de hidrocarburos hace que la economía gire alrededor de un nuevo eje de exportación, surgen así los elementos que originaran una diferente organización del espacio.
La Venezuela petrolera actual se caracteriza en lo espacial por la existencia de una estructura en la cual hay dos áreas fundamentales: el centro y la periferia; ello implica la existencia de una distribución de las actividades económicas, en la cual se observa una mayor importancia de los emplazamientos costero-montañosos sobre los emplazamientos del interior del país.
Esto confiere al área centro-norte-costera y particularmente al área metropolitana de Caracas, un papel centralizador de la población, de las actividades económicas y de las gestiones político-administrativas, mientras que el resto del país participa poco en el desenvolvimiento nacional, lo cual le imprime un carácter periférico.
La excesiva concentración de las actividades socioeconómicas en el centro-norte del país retarda el desarrollo global nacional, pues tal organización espacial sólo hace posible que se le expriman sus recursos a la periferia y la reduzca a una situación de poco dinamismo económico.
Este desequilibrio espacial puede ser superado mediante la implantación de políticas de desarrollo regional, las cuales requieren de la formulación y ejecución de planes de desarrollo regional. Para ello es necesario establecer las regiones administrativas. 
Los planes de desarrollo regional tienen como característica sobresaliente la coordinación en el espacio de las distintas actividades económicas y sociales del futuro.

## Administración del territorio

### Poder Público Estadal
Se refiere a la organización del poder público a nivel de los estados o a nivel regional, según el artículo 159 de Constitución de 1999:

"Los Estados son entidades autónomas e iguales en lo político, con personalidad jurídica plena, y quedan obligados a mantener la independencia, soberanía e integridad nacional, y a cumplir la Constitución y las leyes de la República.".

Los Estados de la Federación Venezolana son autónomos e iguales entre sí. Tienen una Constitución, máxima Ley del ordenamiento estadal que no ha de contradecir la Constitución Nacional, ni debe ser de materias reservadas exclusivamente para la Asamblea Nacional, (como materias penales, civiles y de procedimientos entre otras.). Los estados no pueden realizar alianzas con otros estados ni con ninguna nación independiente sin la 
autorización de la Asamblea Nacional. La organización política de cada Entidad Federal se basa en la separación de poderes.

#### Poder Ejecutivo
Según el artículo 160 de la constitución de 1999, cada estado federal tiene como Poder Ejecutivo un Gobernador electo por mayoría simple cada 4 años con la posibilidad de reelección para nuevos períodos, y la de revocar su mandato a la mitad del período Constitucional. Cada gobernador nombra un gabinete de secretarios de su confianza para diversas áreas de acuerdo a las particularidades de cada estado (en general se crea una Secretaría de Educación, de Salud, etc.) siendo comúnmente el secretario general de Gobierno el de mayor importancia, además de designar a un procurador general (previa autorización del Consejo Legislativo)
El gobernador del Estado debe encargarse del gobierno y la administración en la jurisdicción en la que fue elegido y debe rendir cuentas ante el contralor estadal y presentar un informe anual ante el Consejo Legislativo Estadal.

#### Poder Legislativo
El Consejo Legislativo (Artículo 162 Constitucional) es un órgano legislativo unicameral formado por entre 7 a 15 integrantes llamados "legisladores" electos cada 4 años bajo el sistema de representación proporcional de la población del Estado y de sus Municipios, pudiendo ser reelegidos para nuevos períodos y con la posibilidad de revocar su mandato a la mitad del periodo Constitucional.

#### Otras instituciones
Habrá además, una Contraloría Estadal que posee autonomía (Artículo 163 Constitucional). Además de un Consejo de Planificación y Coordinación de Políticas Públicas integrado por el gobernador, los Alcaldes, los Directores Estadales de los ministerios y representación de los legisladores elegidos o legisladoras elegidas por el Estado a la Asamblea Nacional, del Consejo Legislativo, de los concejales o concejalas y de las comunidades organizadas, incluyendo las indígenas donde las hubiere, el mismo funcionará y se organizará de acuerdo con lo que determine la ley (Artículo 166 Constitucional).
Además, según el artículo 164 Constitucional, cada estado deberá organizar sus municipios, y estarán entre sus competencias todas aquellas no reservadas expresamente por la Constitución al Poder Público Nacional o municipal.

#### Representación en la Asamblea Nacional
En la Asamblea Nacional, las entidades federales; los Estados y el Distrito Capital— son representados por los diputados electos en cada entidad por sufragio universal en base al 1,1% de la población del país además de tres diputados por cada Estado. Debido a la eliminación del Senado de la República en 1999, los Diputados de la Asamblea unicameral representan a los Estados en conjunto con el pueblo, preservando así el modelo federal, tal y como lo expresa el art: 201 de la Constitución Nacional de la forma siguiente:

"Los diputados o diputadas son representantes del pueblo y de los Estados en su conjunto, no sujetos o sujetas a mandatos ni instrucciones, sino sólo a su conciencia. Su voto en la Asamblea Nacional es personal.".

### Distrito Capital
Es una Entidad Federal con un régimen de gobierno especial, fue creado por la Constitución de 1999, y en su territorio se encuentran las sedes de los Poderes Públicos Nacionales, por lo cual no posee Poderes locales del Distrito, únicamente los municipales correspondientes al Municipio Libertador de Caracas, en su territorio solo se encuentran Órganos de Gobierno, se rige por la Ley Especial sobre la Organización y Régimen del Distrito Capital, aprobada el 7 de abril de 2009, estableciendo la misma forma de gobierno del extinto Distrito Federal.
Su organización es competencia del Poder Nacional según lo establecido en el artículo 156 numeral 10 de la Constitución de Venezuela de 1999:

Artículo 156. Es de la competencia del Poder Público Nacional:

10. La organización y régimen del Distrito Capital y de las dependencias federales.

Según el artículo 3 de la Ley Especial sobre la Organización y Régimen del Distrito Capital la función ejecutiva la ejerce el Jefe de Gobierno designado por el Presidente de la República.
La función legislativa la ejerce directamente la República a través de la Asamblea Nacional 

“Artículo 3. El régimen especial del Distrito Capital es un sistema de gobierno constituido por órgano ejecutivo ejercido por un Jefe o Jefa de Gobierno y la función legislativa estará a cargo de la Asamblea Nacional”

### Poder Público Municipal
Se refiere a la organización del Poder Público a nivel local, según el artículo 168 de la Constitución de 1999: 

"Los Municipios constituyen la unidad política primaria de la organización nacional, gozan de personalidad jurídica y autonomía dentro de los límites de la Constitución y de la ley"

 La organización local reside en los Municipios autónomos de cada Estado.

#### Poder Ejecutivo
Su gobierno y administración está a cargo de un alcalde quien es además la primera autoridad civil (Artículo 174 Constitucional) electo por mayoría simple por 4 años con la posibilidad de reelección para nuevos períodos.
El alcalde nombra un Gabinete de Directores para diversas áreas que varían de acuerdo al Municipio, en general (Dirección de Educación, de Salud, etc.), es el administrador de los recursos propios de la municipalidad, puede ser revocado a la mitad de su gestión por los ciudadanos de acuerdo a la Constitución Nacional.

#### Poder Legislativo
Está representado por un Concejo Municipal (Artículo 175 Constitucional) que ejerce las funciones legislativas en las localidades y que son electos también cada 4 años con posibilidad de reelección para nuevos periodos, emiten ordenanzas municipales que son de cumplimiento obligatorio en su jurisdicción, estas ordenanzas no pueden estar en contradicción con las leyes estadales y nacionales.
Regulan y controlan las actividades de los otros entes municipales. Nombra al contralor municipal. También, en y cuando están reunidos en sesiones válidas se denomina Cámara Municipal, pueden ser revocados a la mitad de cada período constitucional.

#### Otras instituciones
La fiscalización la efectúa la Contraloría Municipal (Artículo 176 Constitucional). Además cuentan con un Consejo Local de Planificación Pública, presidido por el alcalde o Alcaldesa e integrado por los concejales o concejalas, los Presidentes o Presidentas de la Junta Parroquial Comunal y representantes de organizaciones vecinales y otras de la sociedad organizada, de conformidad con las disposiciones que establezca la ley (Artículo 182 Constitucional). La Constitución establece que los municipios poseen potestad tributaria (Artículo 180) y pueden crear y establecer sus parroquias cumpliendo con los requisitos establecidos en la ley (Artículo 173)

#### Distritos
Según el artículo 171 de la Constitución venezolana de 1999, cuando 2 o más municipios pertenecientes a una o más entidades federales tengan intereses comunes, pueden asociarse constituyéndose en distritos metropolitanos o Alcaldías mayores, mediante la aprobación de la ley respectiva:

Artículo 171. Cuando dos o más Municipios pertenecientes a una misma entidad federal tengan relaciones económicas, sociales y físicas que den al conjunto características de un área metropolitana, podrán organizarse como distritos metropolitanos. La ley orgánica que al efecto se dicte garantizará el carácter democrático y participativo del gobierno metropolitano y establecerá sus competencias funcionales, así como el régimen fiscal, financiero y de control. También asegurará que en los órganos de gobierno metropolitano tengan adecuada participación los respectivos Municipios, y señalará la forma de convocar y realizar las consultas populares que decidan la vinculación de estos últimos al distrito metropolitano.

Cuando un distrito posee municipios de 2 entidades federales distintas, (como en el caso de Caracas con el Distrito Capital y el Estado Miranda) corresponderá a la Asamblea Nacional legislar sobre su organización y competencias.

Artículo 172 (...) Cuando los Municipios que deseen constituirse en un distrito metropolitano pertenezcan a entidades federales distintas, corresponderá a la Asamblea Nacional su creación y organización.

##### Cabildos Distritales
Cada Distrito Metropolitano posee un Alcalde Mayor y un Cabildo Metropolitano, que serán elegidos mediante votación directa, universal y secreta cada 4 años, pudiendo ser reelegidos, y con la posibilidad de ser revocados a la mitad de su mandato.
Los Cabildos están integrados por Concejales Metropolitanos ( en el caso del Distrito Metropolitano de Caracas) o Distritales (en el caso del Distrito del Alto Apure), estos emiten ordenanzas y aprueban acuerdos que deben cumplirse en los municipios coordinados por el distrito respectivo.

### Dependencias Federales
Según la Constitución de Venezuela de 1999, son las porciones de territorio de la República no comprendido dentro de Estados, Territorios Federales y del Distrito Capital, así como las islas que se formen en el mar territorial o en el que cubra la plataforma continental, el artículo 17 de la Constitución en su párrafo segundo se refiera a estas:

"Las dependencias federales son las islas marítimas no integradas en el territorio de un Estado, así como las islas que se formen o aparezcan en el mar territorial o en el que cubra la plataforma continental. Su descripción, posición geográfica, régimen y administración estarán señaladas en la ley.".

Según la Ley orgánica de las Dependencias Federales de 1938 aún en vigencia, todo lo relativo al gobierno y administración de dichas dependencias corresponde directamente al Ejecutivo Federal o Nacional (Art.3) Están bajo la administración de la Dirección Nacional de Coordinación del Desarrollo Fronterizo y de las Dependencias Federales.

### Territorios Federales
Los Territorios Federales son una división política especial del territorio de Venezuela prevista en el artículo 16 de la Constitución Nacional, su administración está a cargo del Poder Nacional conforme a la ley. 

"Art.16. La división políticoterritorial será regulada por ley orgánica, (...) Dicha ley podrá disponer la creación de territorios federales en determinadas áreas de los Estados, cuya vigencia queda supeditada a la realización de un referendo aprobatorio en la entidad respectiva. Por ley especial podrá darse a un territorio federal la categoría de Estado, asignándosele la totalidad o una parte de la superficie del territorio respectivo".

Si se exceptúan las Dependencias Federales en la actualidad no hay Territorios Federales en el país, ya que los dos últimos en tener esta condición (Territorio Federal Amazonas y Territorio Federal Delta Amacuro) fueron elevados a la categoría de Estados Federales mediante ley especial aprobada en 1992, es importante además resaltar que en 1998 el antiguo Departamento Vargas es separado del ya desaparecido Distrito Federal dándole categoría de Territorio Federal Vargas que se convirtió en Estado poco después en 1999. En octubre de 2011 se creó el Territorio Insular Miranda, pero como parte de otra entidad federal, las Dependencias Federales.

### Regiones administrativas
En 1969 se promulgó el Decreto N.º 72 en el que se creó un nivel administrativo intermedio entre los poderes nacionales y las entidades federales, formado por las regiones administrativas. A partir de este decreto se crearon las Regiones Político-Administrativas, así como los órganos de planificación, promoción y desarrollo regional que las componen.
Las regiones político-administrativas no forman parte de la división política formal ni forman parte de la estructura administrativa de estados y municipios, pero fueron creadas para estimular desde el gobierno central la planificación, promoción y desarrollo regional, sin afectar la división política de los estados y municipios ni su autonomía y competencias.
Las Regiones Político-Administrativas originalmente creadas fueron sucesivamente modificadas por su extensión, hasta llegar a la situación actual en que tenemos las siguientes regiones: (También se toma en cuenta el territorio en disputa y reclamado de la Guayana Esequiba).
| Mapa            | Región    | Población (est. 2023) | Superficie (km²)                                           | Territorios                                                  |
| --------------- | --------- | --------------------- | ---------------------------------------------------------- | ------------------------------------------------------------ |
|                 | Los Andes | 4 401 180             | 90 550                                                     | Mérida, Trujillo, Táchira, Barinas y Municipio Páez (Apure). |
| Capital         | 8 089 126 | 9 880                 | Miranda, La Guaira y Distrito Capital                      |                                                              |
| Central         | 5 283 511 | 23 464                | Aragua, Carabobo y Cojedes                                 |                                                              |
| Guayana         | 2 296 927 | 617 887               | Bolívar, Amazonas, Delta Amacuro y Guayana Esequiba        |                                                              |
| Insular         | 601 092   | 1 411                 | Nueva Esparta y Dependencias Federales                     |                                                              |
| Los Llanos      | 1 290 773 | 142 900               | Guárico y Apure, con excepción del Municipio Páez (Apure). |                                                              |
| Nororiental     | 4 068 785 | 84 030                | Estado Anzoátegui, Monagas y Sucre                         |                                                              |
| Centroccidental | 5 155 473 | 66 900                | Falcón, Lara, Portuguesa y Yaracuy                         |                                                              |
| Zuliana         | 4 586 145 | 63 100                | Zulia                                                      |                                                              |

## Entidades Federales de Venezuela
| Entidades federales de Venezuela |
| --- |
| Bolívar Amazonas Apure Z⠀u⠀l⠀i⠀a Táchira Barinas Mérida Trujillo Lara Portuguesa Guárico Cojedes Yaracuy Falcón Carabobo Aragua Miranda D. C. La Guaira Anzoátegui Sucre Nueva Esparta Dependencias federales Monagas Delta Amacuro Guayana Esequiba (en disputa) Trinidad y Tobago Guyana Colombia Brasil Granada Aruba (P. B.) Curazao (P. B.) Bonaire (P. B.) Lago de Maracaibo Mar Caribe Océano Atlántico |

### Distritos
| Entidad          | Distrito         | Municipios     | Superficie | Población        | Parlamento                      | Mapa |
| ---------------- | ---------------- | -------------- | ---------- | ---------------- | ------------------------------- | ---- |
| Distrito Capital | Distrito Capital | (1) Libertador | 433 km²    | 3.030.564 (2017) | Concejo Municipal de Libertador |      |

### Dependencias Federales
| Entidad Federal        | Dependencias Federales | Superficie | Población    | Mapa |
| ---------------------- | --- | ---------- | ------------ | ---- |
| Dependencias Federales | (12) Los Monjes — Los Hermanos — Los Frailes — Isla de Aves — La Sola — La Tortuga — La Blanquilla — Los Testigos — Patos | 342,25 km² | 1.765 (2007) |      |

#### Territorios Insulares
| Territorio Insular   | Dependencias Federales             | Superficie | Población    | Mapa |
| -------------------- | ---------------------------------- | ---------- | ------------ | ---- |
| Francisco de Miranda | Las Aves — Los Roques — La Orchila | 83,96 km²  | 1.300 (2007) |      |

Territorio en Reclamación
| Territorio en Reclamación | Región  | Capital  | Superficie | Población      | Mapa |
| ------------------------- | ------- | -------- | ---------- | -------------- | ---- |
| Guayana Esequiba          | Guayana | Tumeremo | 159.542km² | 128.000 (2012) |      |